# Pachycraerus punctipennis
Pachycraerus punctipennis är en skalbaggsart som beskrevs av Lewis 1913. Pachycraerus punctipennis ingår i släktet Pachycraerus och familjen stumpbaggar. Inga underarter finns listade i Catalogue of Life.